# Moens naturskog
Moens naturskog är ett naturreservat i Värnamo socken i Värnamo kommun i Jönköpings län.
Området avsattes som naturreservat år 2008 och är 18,5 hektar stort. Det är beläget väster om Älgarydssjön, 13 km öster om Värnamo. En liten central del av marken avsattes som naturreservat redan 1975 och utvidgades 1982. Nuvarande område fastställdes 2008.

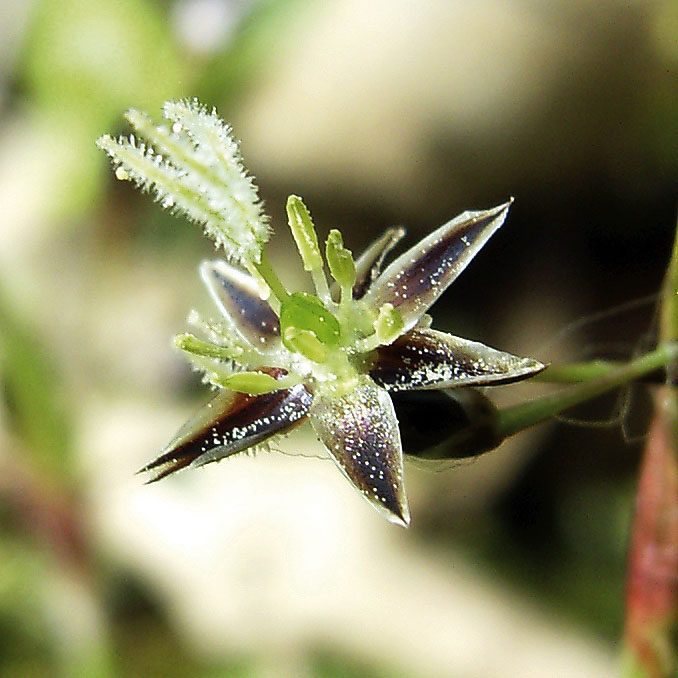
Vårfryle

Området utgörs av gammal orörd skog i form av äldre barrträd med upp mot 300-åriga tallar och 150-200-åriga granar. Den västra delen av reservatet har urskogskaraktär. Där finns rikligt med döda och döende träd som utgör substrat för flera intressanta lav- och mossarter samt inte minst för rödlistade svampar. I reservatet finns ett flertal bäcksystem och områden med klibbalkärr.
I reservatet kan man bland andra finna växterna knärot, vårfryle och skogsbräken. Vidare kan man finna mossor som vågig sidenmossa, västlig hakmossa, stor revmossa och lavar som glansfläckslav, korallav, garnlav, kattfotslav. I denna gamla skog växer svampar som vedticka, grovticka, tallticka och blomkålssvamp.
Intill ligger Moens gård, avsatt som byggnadsminne.